# ۸۶ (پیش از میلاد)
۸۶ (پیش از میلاد) ۸۶مین سال قبل از تقویم میلادی است.

## درگذشتگان
- سیما چیان، تاریخ‌نگار چینی